# Lueng Baro (Cot Girek)
Lueng Baro is een bestuurslaag in het regentschap Aceh Utara van de provincie Atjeh, Indonesië. Lueng Baro telt 221 inwoners (volkstelling 2010).